# Alexander Iwanowitsch Herzen

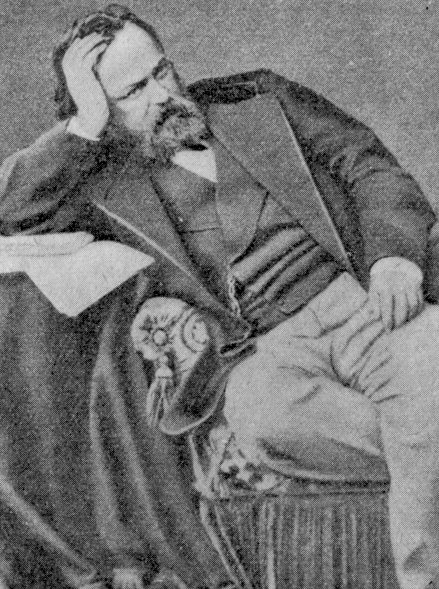
Alexander Herzen von Sergei Lwowitsch Lewizki, 1860

Alexander Iwanowitsch Herzen (Pseudonym Iskander; russisch Александр Иванович Герцен, wiss. Transliteration Aleksandr Ivanovič Gercen; * 25. Märzjul. / 6. April 1812greg. in Moskau; † 9. Januarjul. / 21. Januar 1870greg. in Paris) war ein russischer Philosoph, Schriftsteller und Publizist. Er ist Verfasser eines berühmten Memoirenwerks.

## Leben

### Herkunft und Jugend

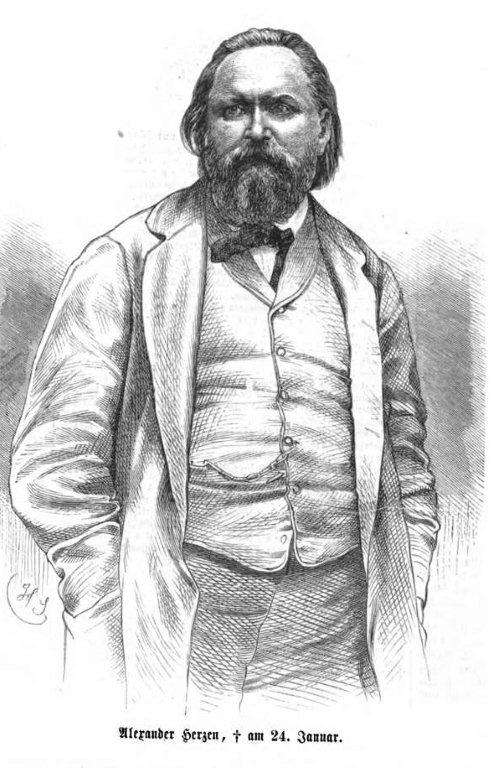
Alexander Herzen von Hermann Scherenberg

Herzen war der Sohn der aus Stuttgart stammenden Henriette Wilhelmina Luise Haag und des russischen Adligen Iwan Alexejewitsch Jakowlew. Seine Eltern schlossen keine rechtsgültige Ehe, und so erhielt ihr Sohn den Namen Herzen, weil er ein Kind des Herzens sei. 1812 verließ seine Familie mit Alexander als Säugling Moskau, um im Auftrag Napoleons Verhandlungen mit dem Zaren in Sankt Petersburg aufzunehmen.
Zwei Kinderfrauen, eine Russin und eine Elsässerin, zogen Herzen auf. Er erhielt bald Zugang zur väterlichen Bibliothek und las dort täglich stundenlang vornehmlich französische Literatur. Mit 15 Jahren erhielt er Religionsunterricht bei einem orthodoxen Priester, seine Mutter begleitete er manchmal bei ihren Gängen in eine Evangelisch-Lutherische Kirche.
Den Dekabristenaufstand 1825 empfand Herzen trotz seines jungen Alters als prägendes Erlebnis. Kurze Zeit danach kam er in Kontakt mit N. P. Ogarjow, der Zeit seines Lebens einer der engsten Freunde Herzens sein sollte.

### Studienzeit
Gegen den Willen seines Vaters, der Herzen zunächst im Staatsdienst unterbringen wollte, trat er 1829 in die physikalisch-mathematische Fakultät der Universität Moskau ein. Bald fand er Zugang zu einem oppositionellen Studentenzirkel. Herausragende Ereignisse seiner Studienzeit waren der Ausbruch der Cholera in Moskau und der Besuch Alexander von Humboldts an der Moskauer Universität. Er schloss seine Studien 1833 mit einer astronomischen Dissertation ab, wofür er eine Silbermedaille als Auszeichnung erhielt.

### Intellektuelle Kreise in Russland

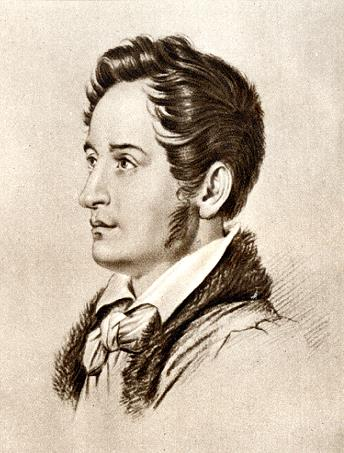
Herzen 1836 von Witberg

In der Nacht zum 20. Juli 1834 wurde Herzen verhaftet. Genau 9 Monate später wurde er aufgrund von angeblich zarenkritischen Äußerungen verurteilt und nach Wjatka verbannt. Erst 1838 durfte er nach Wladimir, 1840 dann wieder nach Moskau zurückkehren. Zuvor hatte Herzen 1838 seine entfernte Verwandte Natalja Alexandrowna Sacharina heimlich aus Moskau entführt und schließlich geheiratet.
Nach der Verbannung trat Herzen in den Staatsdienst ein. Er wurde bald Mitglied des Stankewitsch-Kreises und bekam Kontakt zu W. G. Belinski, M. A. Bakunin, T. N. Granowski und anderen. Auch mit Ogarjow traf er wieder zusammen. Herausragenden Einfluss auf diese Gruppe hatte die Philosophie Hegels, über die Herzen in der Folgezeit mehrere Abhandlungen verfasste.
Aus dem Stankewitsch-Kreis bildeten sich die Gruppierungen der Westler, zu denen sich auch Herzen zählte, auf der einen, und der Slawophilen auf der anderen Seite, die beide auf Reformen im russischen Staat drängten.

### Auswanderung und publizistische Tätigkeit
Am 6. Mai 1846 starb Herzens Vater, und auch die Intellektuellenkreise, in denen sich Herzen bewegt hatte, lösten sich nach und nach auf. So hielt Herzen nicht mehr viel in seiner Heimat, und nachdem er mühsam einen Reisepass erhalten hatte, verließ er am 21. Januar 1847 mit seiner Familie Russland in Richtung Westen.
Zunächst unternahm er eine große Europareise, die ihn u. a. nach Königsberg, Berlin, Köln, Brüssel und schließlich nach Paris führte. Dort erlebte er nach der Februarrevolution die blutige Niederschlagung eines Aufstandes im Juni 1848. Die Folgezeit verbrachte er in Genf, dann in Nizza, wo er die Bekanntschaft Garibaldis machte. Bald darauf ereilten Herzen mehrere Schicksalsschläge: Erst kamen seine Mutter und sein jüngster Sohn 1851 bei einem Schiffsunglück um, dann starb seine Frau Natalja am 2. Mai 1852 an den Folgen einer Lungenentzündung.
Seit dem August 1852 hielt Herzen sich in London auf, wo er Vertreter der politischen Emigration wie Louis Blanc, Gottfried Kinkel, Lajos Kossuth und Giuseppe Mazzini kennenlernte. Die Erzieherin seiner Kinder war Malwida von Meysenbug. Herzen wurde nun verstärkt politisch aktiv, engagierte sich für die Verständigung der demokratischen Bewegungen Russlands und Polens, gründete 1853 die Freie Russische Presse, wo Schriften auf Russisch ohne Zensur gedruckt wurden. Ab 1855 gab er den Almanach Poljarnaja Zvezda („Der Polarstern“) heraus, zwei Jahre danach gründete er die Zeitschrift Kolokol („Die Glocke“), die zwischen 1857 und 1867 erschien.

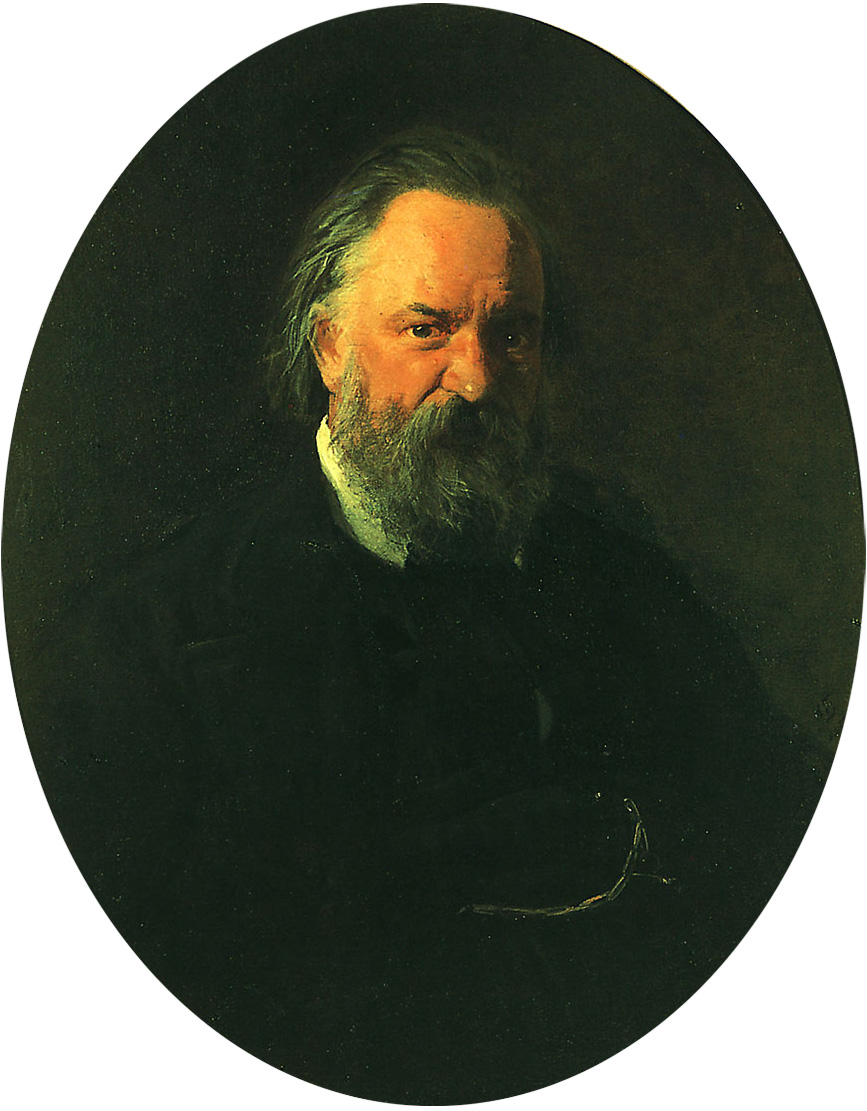
Herzen von Nikolai Nikolajewitsch Ge, ca. 1867

Herzens publizistischer Einfluss auf die russische Öffentlichkeit verminderte sich schlagartig, als er 1863 den Aufstand Polens als Signal zur Erhebung der gesamten slawischen Welt begrüßte. Verbittert von persönlichen Schicksalsschlägen und politischer Erfolglosigkeit zog sich Herzen aus der Öffentlichkeit zurück. Er lebte nach 1863 meist in Genf oder Brüssel und starb schließlich während eines Aufenthaltes in Paris am 21. Januar 1870.

## Rezeption und Ehrungen
Er ist Namensgeber der Staatlichen Pädagogische Herzen Universität St. Petersburg, einer der größten Pädagogischen Hochschulen in Russland. Darüber hinaus tragen die Nunataks Gercena in der Antarktis und der Asteroid (3052) Herzen seinen Namen.
Herzen ist Hauptcharakter in Tom Stoppards Dramentrilogie The Coast of Utopia.
In einem Artikel anlässlich von Herzens 100. Geburtstag betrachtete Lenin die Schaffung der „freie[n] russische[n] Presse im Ausland“ als dessen „großes Verdienst“. Er hob außerdem seinen Einsatz für den polnischen Unabhängigkeitskampf hervor, kritisierte aber auch Herzens politische Gedanken und insbesondere seine Begründung der „Volkstümlerrichtung“.

## Werke
- Wer hat Schuld ? [Roman], (Originaltitel: Kto vinovat?) 1847 teilw. online lesen; Reprint: In: Classic pages. Europäischer Hochschul-Verlag, Bremen 2010, ISBN 978-3-86741-184-4
- Russlands soziale Zustände, Hamburg 1854 online lesen
- Aus den Memoiren eines Russen :
  - Im Staatsgefängnis und in Sibirien, Hamburg 1855 online lesen
  - 3. Folge: Jugenderinnerungen, Hamburg 1856 online lesen
  - 4. Folge: Gedachtes und Erlebtes, Hamburg 1859 online lesen
  - 5. & 6. Teil: Erinnerungen (Paris-London 1847–55), Berlin 1907 online lesen
- Die russische Verschwörung und der Aufstand vom 14. Dezember 1825 – eine Entgegnung auf die Schrift des Baron Modest Andrejewitsch von Korff: Die Thronbesteigung des Kaisers Nikolaus I. ..., Hamburg 1858 online lesen
- Erzählungen, Hamburg 1858 online lesen
- Mein Leben: Memoiren und Reflexionen. 3 Bände. (Originaltitel: Byloe i dumy) Hrsg. von Eberhard Reissner. Aus dem Russischen übersetzt von Hertha von Schulz. Aufbau-Verlag Berlin 1962/1963.
- Die gescheiterte Revolution. Denkwürdigkeiten aus dem 19. Jahrhundert (Originaltitel: Byloe i dumy übersetzt von Herta von Schulz), Insel-Taschenbuch 1097, Frankfurt am Main 1988, ISBN 3-458-32797-5
- Briefe aus dem Westen, aus dem Russischen von Friedrich Kapp und Alfred Kurella, mit einem Essay von Isaiah Berlin, Nördlingen : Greno 1989, ISBN 978-3-89190-253-0, Reihe Die Andere Bibliothek.
- Frilling, Christoph (2023): Alexander Iwanowitsch Herzen 1812–1870. Konvolut. Hamburg: Verlag Dr. Kovač
- Frilling, Christoph (2024): „Das Paradies werden wir nicht finden …“ Alexander Iwanowitsch Herzen. Ein russischer Denker in Zeiten des Umbruchs. Hamburg: Verlag Dr. Kovač